# Delphine de Girardin
Delphine de Girardin, era una escritora francesa nacida en Aquisgrán, hija de Sigismond Gay, señor de Lupigny en Savoya y de su esposa Sophie Nichault de la Vallette.
La educó su madre y desde bien pequeña fue miembro activo de una brillante sociedad literaria.
Se casó con Émile Delamothe o Émile de Girardin en 1831 y esto le siguió allanando el camino para afincarse como gran literata, ya que frecuentaba a figuras como Théophile Gautier, Honoré de Balzac, Alfred de Musset, Victor Hugo, Laure Junot d'Abrantès, Marceline Desbordes-Valmore, Alphonse de Lamartine, Jules Janin, Jules Sandeau, Franz Liszt, Alexandre Dumas, George Sand o Fortunée Hamelin.
Tuvo varios pseudónimos : Vicomte Charles Delaunay, Charles de Launay, Vicomte de Launay, Léo Lespès, Léa Sepsel.

## Obras
- Chroniques parisiennes, 1836-1848, París, Éditions des Femmes, 1986
- Comédies, Calmann-Lévy
- Contes d'une vieille fille à ses neveux, París, Librairie Nouvelle 1856
- Essais poétiques, París, Imprimerie de Gaultier-Laguionie, 1824
- Hymne à Sainte Geneviève, París, Urbain Canel : Paul Dupont, 1825
- Judith : tragédie en trois actes, Bruselas, Meline, Cans, 1843
- La joie fait peur, París, Calmann-Lévy, 1855
- La Vision, París, Urbain Canel, 1825
- Lady Tartuffe, Berlín, Schlesinger, 1853
- Le Chapeau d'un horloger; comédie en un acte, en prose, París, Michel Lévy, 1856
- Le Dernier Jour de Pompéi, poème, suivi de poésies diverses, París, Paul Dupont et Delaunay, 1828
- L'École des journalistes ; comédie en cinq actes et en vers, París, Dumont, 1839
- La Canne de M. de Balzac, París, M. Lévy frères, 1867
- Monsieur le marquis de Pontanges, París, Librairie nouvelle, 1856
- Poésies complètes, París, Librairie nouvelle, 1856
- Lettres choisies, París, Librairie Payot & Cie., 1913
- Lettres parisiennes du vicomte de Launay, París, Mercure de France, 2004
- Marguerite, ou, Deux amours, París, Lévy, 1882
- Nouveaux Essais poétiques, París, Urbain Canel, 1825
- Nouvelles, París, Lévy, 1873
- Œuvres complètes de madame Émile de Girardin, née Delphine Gay, París, H. Plon, 1860-1861
- Poésies complètes, París, Charpentier, 1842
- Lettres parisiennes, París, Charpentier, 1843